# Християнски обреди
Християнските обреди са религиозните обреди, присъщи на богослуженията на отделните християнски деноминации. Според Католическа енциклопедия те обхващат начина на провеждане на всички служби и включват: (1) извършването на тайнството, при което вярващият приема благодатните дарове на Светия Дух; (2)поредицата от псалми, молитви и др. през цялото денонощие, разделени на части, наречени „часове“; (3) всички други религиозни и църковни тайнства.

## История
Древната християнска църква е била организирана въз основа на апостолската традиция, но и съобразявайки се с местната традиция. По този начин от първоначалната йерусалимска традиция са се развили 4 обреда:
- латински,
- антиохойски,
- александрийски,
- галски.

По-късно тези 4 обреда са създали свои местни версии и са настъпили промени. Галският обред на практика е изчезнал и се е влял в латинския обред. А антиохийският обред се е развил в 4 разновидности: арменски, византийски, западносирийски, източносирийски.
По този начин в днешно време различаваме 6 големи групи християнски обреди:
- александрийски,
- арменски,
- византийски,
- западносирийски,
- източносирийски,
- латински.

## Александрийски обред
Александрийският обред е развит от евангелиста Свети Марко, първият епископ на Александрия.
Днес александрийският обред се дели на 2 подгрупи: коптски обред и геезски обред.
Коптският обред използва като богослужебен език коптски и арабски, и в днешно време се употребява от миафизитската Коптска православна църква и от източнокатолическата Коптска католическа църква.
Геезският обред използва като богослужебен език геезски, в днешно време се ползва от миафизитските Етиопска православна църква, Еритрейската православна църква и източнокатолическата Етиопска католическа църква.

## Арменски обред
Арменският обред произхожда от древния антиохийски обред, като негова местна версия в Армения. Той е развит от свети Григорий Просветител. Богослужебен език: арменски. В днешно време се използва от миафизитската Арменска апостолическа църква и от източнокатолическата Арменска католическа църква.

## Византийски обред
Съставен по свети Яков, свети Василии и Свети Йоан Златоуст. Произхожда от древния антиохийки обред. Богослужебен език: гръцки, църковнославянски и местни езици.
Използва се от всички православни църкви и от по-голямата част от източнокатолическите църкви.

## Западно-сирийски обред
Западно-сирийският обред произлиза от древния антиохийски обред. На практика този обред е сирийският превод на оригиналния гръкоезичен антиохийски обред. Богослужеден език: сирийски и местни езици (арабски, малаялам).
Има 3 версии: сирийски обред, маланкарски обред и маронитски обред.
Използва се в днешно време от миафизитската Сирийска православна църква, и от източнокатолическите Маронитска църква, Сирийска католическа църква и Сиро-маланкарска католическа църква, и от протестантската Маланкарска „Мар Тома“ сирийска църква.

## Източно-сирийски обред
Източно-сирийският обред произлиза от древния антиохийски обред. Богослужеден език: сирийски.
Използва се в днешно време от несторианските Асирийска източна църква и Древната църква на Изтока, както и от източнокатолическите Сиро-малабарска католическа църква и Халдейска католическа църква.

## Латински обред
Използва се в 95 % от католическите храмове. Богослужебен език: латински и местни езици.
Подверсии:
- римски обред: това е най-разпространената версия, главният обред на римокатолическата църква, също така се използва в някои западноевропейски храмове към Руската православна църква.
- мозарабски обред: някога главният обред на католиците в Испания и Португалия, в днешно време се използва само в Толедо, Испания,
- амброзиански обред: използва се само от католиците в Милано, Италия,
- галски обред: един от древните обреди, някога разпространен из цяла Западна Европа, днес се използва само от католиците в Лион, Франция.